# بسکتبال (مجموعه تلویزیونی)
بسکتبال (کره‌ای: 빠스껫 볼) یک مجموعه تلویزیونی کره جنوبی سال ۲۰۱۳ با بازی دو جی-هان، لی الیجا و جونگ دونگ هیون است. این مجموعه از ۲۱ اکتبر تا ۳۱ دسامبر ۲۰۱۳، روزهای دوشنبه و سه‌شنبه ساعت ۲۲:۰۰ (کی‌اس‌تی) از تی‌وی‌ان برای ۱۸ قسمت پخش شد.